# Окмок (гора)
Гора Окмок — найвища точка кальдери Окмок у північно-східній частині острова Умнак на сході Алеутських островів, Аляски. Ця широка кругла кальдера у діаметрі 9,3 км обрізає вершину великого щитового вулкана. Виверження вулкана Окмок в 43 році до Р. Х. вважають одним з найбільших за останні 2500 років.

## Кратерне озеро
Кратерне озеро колись заповнювало велику частину кальдери, але через ерозію бортів кальдери озеро було скинуто на північному сході. Доісторичне озеро досягло максимальної глибини близько 150 м, а поверхня досягла висоти близько 475 м над рівнем моря.

## Виверження в 43 році до Р. Х.
Виверження вулкана Окмок в 43 році до н. е. викликало погіршення клімату у Середземномор'ї, що, ймовірно, призвело до неврожаїв, голоду, хвороб, соціальних хвилювань і політичних змін, які посилили кризу у Римській республіці і Елліністичному Єгипті після громадянських воєн і вбивства Гая Юлія Цезаря в 44 році до Р. Х. Період 43-34 рр. до Р. Х. був, ймовірно, одним з найхолодніших десятиліть у Північній півкулі за останні 2500 років. Проте атмосферні явища у березні-квітні 44 року до н. е., описані стародавніми авторами, викликані іншим виверженням - вулкана Етна на Сицилії.
Дослідження річних кілець деревини показало аномально температуру нижче нуля на початку вересня 43 року до Р. Х. і похолодання на 3 градуси влітку в 43 і 42 рр. до Р. Х. Вивчення спелеотемів у карстових печерах Шихуа у Китаї показало зниження річної температури на 2 градуси протягом 3 років. Китайські письмові джерела повідомляють про пізні весняні і ранні осінні заморозки в 43 і 42 рр. до Р. Х. Вивчення свинцевого забруднення льодів Гренландії показало скорочення видобутку свинцю і, ймовірно, спад економіки в 43-34 рр. до Р. Х. в Римській республіці. Стародавні автори повідомляють про голод в Римській республіці в 43-36 рр. до Р. Х. Вивчення крижаних кернів в Гренландії і російському регіоні Арктики показало, що на початку 45 року до Р. Х. і на початку 43 року до Р. Х. відбувалося виверження вулкана. Порівняння зразків тефри показало, що їх джерелом був вулкан Окмок.